# 亀井剛
亀井 剛（かめい つよし、1945年〈昭和20年〉1月17日 - ）は、日本の伝統工芸技術者であり、時代裂用綜絖製作の選定保存技術保持者。亀井綜絖株式会社代表取締役。  
国宝・重要文化財をはじめとする多数の文化財の表具裂製作に携わる、日本有数の綜絖製作技術者として知られる。正倉院裂、観世流片山家能装束、祇園祭懸装品、中国湖南省長沙市馬王堆一号墓出土紋羅の復元など、古代から現代に至る多様な時代裂の綜絖製作において卓越した技術を有する。 文化財修理・国宝復元・教育指導に携わる一方、公益財団法人京都YMCAの理事長としても地域社会や国際交流活動に貢献している。

## 概要
京都・西陣に生まれ、父が創業した亀井綜絖株式会社において綜絖製作技術を習得。文化財裂地復元の分野において長年活躍し、2018年には文部科学大臣より「時代裂用綜絖製作」の選定保存技術保持者として認定された。

## 経歴

### 生い立ちと学歴
1945年（昭和20年）1月17日、京都市に生まれる。幼少時から時代裂や古代織物に関心を持ち、特に羅（うすもの）の技法に惹かれる。  
1967年（昭和42年）、京都工芸繊維大学工芸学部機織工芸科卒業。卒論テーマは「羅」。

### 職歴
- 1967年 - 亀井綜絖株式会社に入社。父に師事して綜絖技術を習得。
- 1987年 - 同社代表取締役に就任（現在に至る）。

## 認定・受賞歴
- 1993年 - 通商産業省認定「西陣織製織部門伝統工芸士」
- 2005年 - 京都府「伝統産業優秀技術者」表彰[3]
- 2014年 - 厚生労働省「現代の名工（卓越した技能者）」表彰[4]
- 2015年 - 経済産業省「第6回ものづくり日本大賞 内閣総理大臣賞」受賞[5]
- 2018年 - 「時代裂用綜絖製作」選定保存技術保持者（文部科学大臣認定）[6]

## 組織歴
- 2002年 - 2004年、2010年 - 2012年：西陣織綜絖組合理事長
- 2016年 - 京都府匠会会長
- 2023年 - 文化財修理表装裂継承協会副理事長[7]

## 主な業績

### 文化財関連の綜絖製作・復元実績
亀井剛は、文化財修復および歴史的織物の再現に関わる綜絖製作において、以下のような多数の実績を有している。特に国宝・重要文化財の表具裂、能装束、祭礼装束、古代裂など、用途・時代・織組織の異なる織物への対応を可能とする設計力と製作技術を持ち、高度な要求にも応える綜絖を手がけてきた。
- 国宝「絹本著色釈迦金棺出現図」（京都国立博物館所蔵）

```
 修理表装用の
表具裂
に用いる綜絖を製作。特に色糸数の多い裂における経糸制御に高精度な対応が求められた。
```

- 重要文化財「絹本著色両界曼荼羅図」（教王護国寺＝東寺所蔵）

```
 錦織の
文様用綜絖
を製作。曼荼羅図の左右対称文様を再現するため、緻密な組織解析と試作を重ねた綜絖構成が用いられた。
```

- 正倉院裂の復元製作

```
 奈良時代の天平文化を代表する裂地の再現において、経糸数数千本単位、織密度も高い
羅（ら）・錦・紗など多様な組織
に対応する綜絖を設計・製作。
```

- 観世流片山家能装束（重要有形民俗文化財）の製作

```
 能楽で用いられる古式装束に対応した文様裂の綜絖製作を担当。儀礼性と美術性を兼ね備えた伝統文様の織設計を支えた。
```

- 祇園祭 懸装品の綜絖製作

```
 京都祇園祭に使用される山鉾の懸装品（織物装飾）の綜絖を複数製作。室町時代や江戸期の意匠の再現を目的としたもので、耐久性と視覚的効果を両立させる設計が求められた。
```

- 中国・湖南省長沙市 馬王堆一号墓出土「紋羅」の復元

```
 紀元前2世紀の漢代女性墓（馬王堆）から出土した極細絹糸の「紋羅」の復元に参画。糸が非常に細く、「世界最古の絹織物のひとつ」とされる裂の復元には、
これまでの綜絖技術では対応困難とされたが、現代の技術で再現する鍵となる綜絖
を設計・製作した。
```

これらの実績は、単なる技術継承を超えて、歴史的資料の解釈や美術的再構築にまで寄与するものとされており、文化庁をはじめとする各修理機関や織物研究機関からも高く評価されている。

## 技術的特徴
亀井剛は、単なる綜絖（そうこう）製作職人にとどまらず、技術革新や高度化に取り組む伝統技術の中でも特異な存在である。

### 高密度・複雑組織への対応力
綜絖は、緯糸と経糸を精密に交差させるための装置であり、複雑な文様や高密度織物を可能にする要となる部品である
。亀井は、特に「羅（ら）」や金襴などの高度な組織構成をもつ時代裂に対応できる綜絖を設計・製作する技術に卓越している。時代裂の織組織、糸の太さ、織密度などを詳細に分析し、「高密度に紋綜絖の高さを揃える等の緻密な技術」を確立している。

### 時代裂・文化財裂の再現技術
中国湖南省長沙市の馬王堆漢墓から出土した2000年前の衣装裂など、非常に糸が細く複雑な組織をもつ古代裂の復元プロジェクトに、綜絖製作者として参画した。糸が従来製品よりも細いため「復元不可能」とされていたが、この綜絖製作技術の極致とも言えるプロジェクトでの経験を通じ、「どんな織物でも織れる綜絖をつくる自信はついた」と語り、その高い再現力を自負している。
羅製織向けの振機（ふるえ）装置や、高い経糸密度を支える改良型綜絖の開発にも実績を残しており、単なる伝統継承ではなく、既存装置の性能強化に寄与していることが文化庁の資料で紹介されている。

### 公的評価・認定
これらの卓越した設計能力と装置改良の実績が評価され、2018年7月に文化庁から「時代裂用綜絖製作」の選定保存技術保持者として認定された。選定では、複雑な紋羅や金襴などの織組織を設計し製作できる能力の卓越性や、装置改良の実績が特筆されている。また、厚生労働省の「卓越した技能者（現代の名工）」や、経済産業省の「ものづくり日本大賞」など、多数の賞や表彰を受けており、公的に認められた技術のプロフェッショナルである。

## 教育・後進育成
- 京都市産業技術研究所にて西陣織技術指導を20年以上担当[8]
- 伝統産業技術後継者育成研修にて機装置などを指導
- 若手技術者育成と継承体制の構築に尽力[14]

## 技術継承への思いと後進育成
亀井は、伝統工芸技術の継承を強い使命としており、若手への指導と後進育成に積極的に取り組んでいる。
大学卒業後、馬王堆出土の2000年前の衣装裂を含む複雑な時代裂の綜絖設計・製作に取り組む中で、「見たことのない組織に出会うたびに、考えに考えて糸の重なりをひもといていく」「遠い時代が身近に感じられる」と、その仕事の魅力を語っている。また、「綜絖屋は根気のいる単純作業の繰り返しで、若い人が続けるには難しい仕事」だが、「一所懸命やっていたらええもんができるし、悲観はしていません」と述べ、自らの言葉で伝統技術の価値と未来への信念を表明している。
また、亀井は、京都市産業技術研究所の「西陣織継承研修コース」で20年以上にわたり綜絖の教鞭をとっており、「今後は担い手が途絶える工程が出てくる」「残った者が補っていかないといけない」と、継承の必要性を強調している。さらに、京都府事業承継・引継ぎ支援センターによる導入支援事例では、「常に我が国の時代裂織機を支える技術を後世に受け継いでいかなければならない使命感を強く持っていた」ことが紹介されており、後継者不在という重大課題に対して、熱意をもって取り組んでいたことがうかがえる。
文化庁の「選定保存技術保持者」に認定された実績もあり、技術の公的評価を得る中で、継承と育成を実践し続けている。

## 亀井綜絖株式会社
- 設立：1949年（昭和24年）、創業者は亀井剛の父
- 所在地：京都市北区
- 業種：綜絖の設計・製作
- 高級織物や文化財復元用の綜絖に特化
- 従業員承継による技術継承を実施中[14]

## 公的活動
- 公益財団法人京都YMCA理事長[15]
- ワイズメンズクラブ東アジア会長（第2期）

## 京都YMCAでの育成活動
2000年代より公益財団法人京都YMCAの理事長・副理事長を務め、青少年育成・地域福祉・国際交流分野で多数のプロジェクトを主導。2009年には「グローバルコミュニティスタディ」事業を開始し、若者がインドなどで国際課題を学ぶ機会を創出。2016年には厦門YMCA（中国）とパートナー協定を締結し、アジア域内での連携を推進した。
また、創立125周年（2015年）に際しては京都三条本館の耐震改修や滋賀YMCAリトリートセンターの橋梁整備を目的とした大規模募金キャンペーンを展開。さらに、障害児支援チャリティーラン（かもがわチャリティーラン）、スイミング・水球・キャンプ等を通じ、幅広い年齢層へのプログラム提供を推進した。